# Feldarmeekorps 2

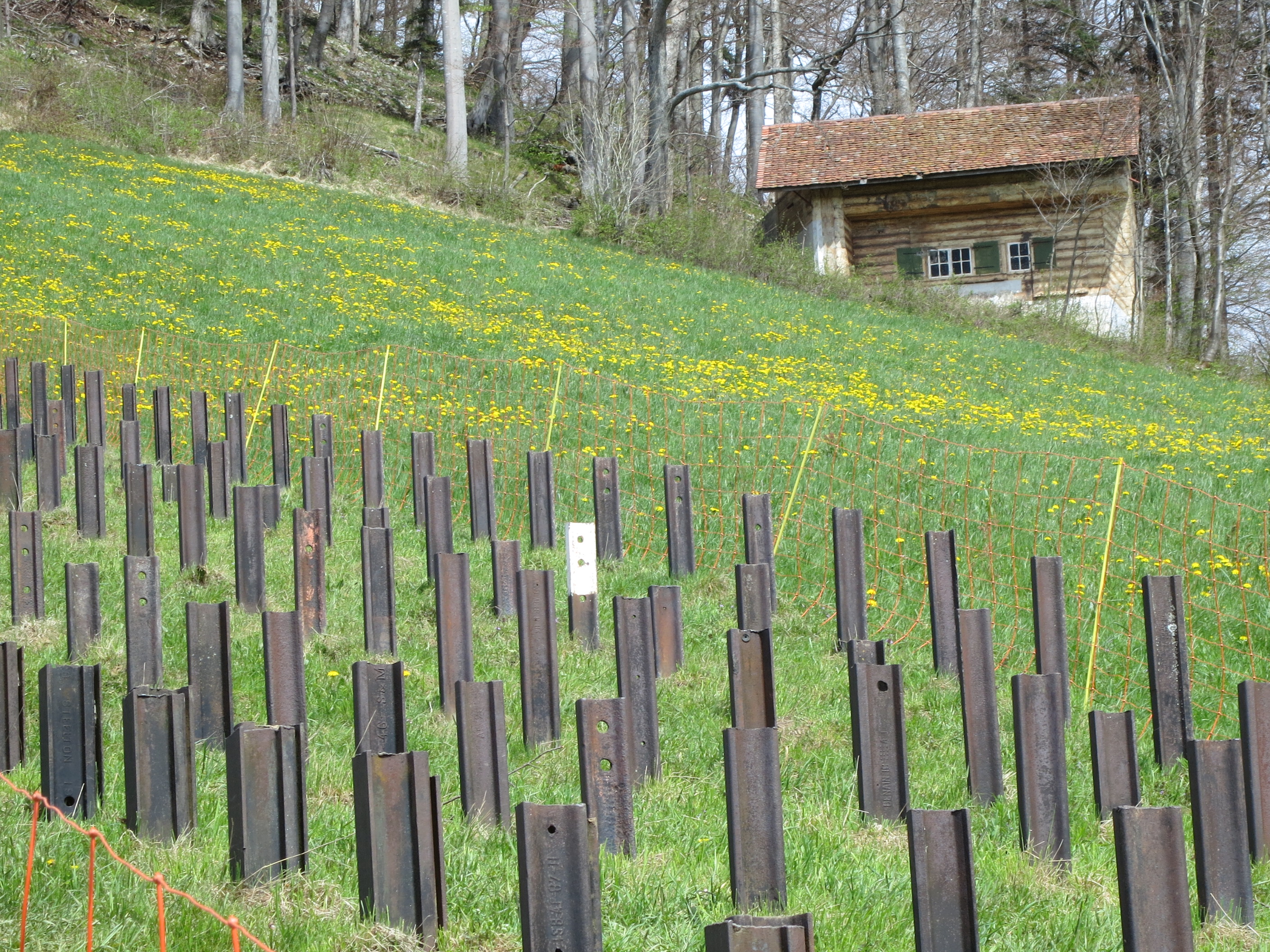
Rüeblikeller Challhöchi, 5. Division

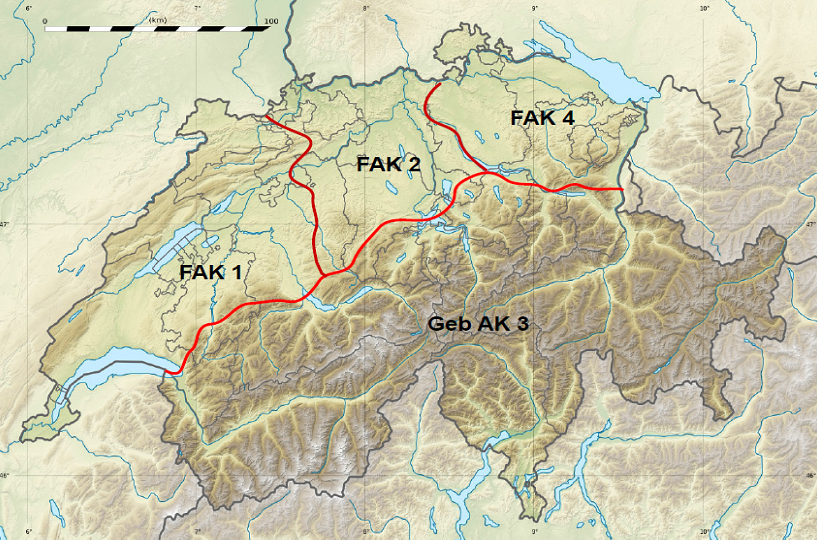
FAK-Räume 1992

Das Feldarmeekorps 2 (FAK 2) der Schweizer Armee war eine Heereseinheit aus mehreren Divisionen, Brigaden und direktunterstellten Korpstruppen, die von einem Korpskommandanten (vor Armee 61 Oberstkorpskommandant) geführt wurde. Das 2. Armeekorps (seit 1961 Feldarmeekorps 2) bestand von 1891 bis 2003. Das Feldarmeekorps 2 hatte seinen Schwerpunkt aufgrund der Herkunft der Truppen in den Kantonen Bern, Luzern, Aargau und Basel.

## Vorgeschichte
Fast alle grossen Armeen Europas folgten dem Beispiel Napoleons I. und teilten im 19. Jahrhundert ihre Streitkräfte in Armeekorps ein. Seit der Totalrevision der Bundesverfassung 1874 war der Bundesrat ermächtigt, militärpolitische Entscheide über die Souveränität der Kantone hinweg zu fällen. 1891 teilte er die Schweizer Armee erstmals in vier Armeekorps ein. 
1906 sah der Generalstabschef der Schweizer Armee die Schweiz von Frankreich bedroht, das mit einem Umfassungsangriff (Plan H = Helvétie) durch die Schweiz in Richtung der unbefestigten deutschen Südgrenze vorstossen könnte. Bei Kriegsbeginn waren detaillierte Pläne für die Schlüsselräume Nord (Brückenkopf Olten mit der Fortifikation Hauenstein)  und West (Sperrstellung Fortifikation Murten) bereit.

## Erster Weltkrieg
Die Fortifikation Hauenstein musste im Ersten Weltkrieg einen Brückenkopf gegen Norden bilden, um den Bahnknotenpunkt Olten und die Brücken im Raume Olten (Nord-Süd-Bedrohung) zu schützen sowie den Eckpfeiler Nord der Armeestellung Hauenstein-Napf quer durch das Mittelland (Ost-West-Bedrohung) bilden.
In der Ordre de bataille von 1917 wurde die Armee in 6 Divisionen gegliedert:
| Division            | Brigaden   | Regimenter          | Bataillone der Infanterie                                     |
| ------------------- | ---------- | ------------------- | ------------------------------------------------------------- |
| 1 GE VD             | 1, 2, 3    | 1+2, 3+4, 5+6       | 1 2 3, S1 S2 S7, 4 5 6, 10 13, 8 9, 11 12 88                  |
| 2 FR NE JU SO       | 4, 5, 6    | 7+8, 9+10, 11+12    | 14 15 16, 18 19 20, 21 22 24, 17 23 90, 49 50 51, S3 S4 S5    |
| 3 BE VS             | 7, 8, 9    | 13+14, 15+16, 17+18 | 25 26 27, 28 29 30, 31 32 33, 37 38 39, 34 35 36, 40 89       |
| 4 BS BL AG LU       | 10, 11, 12 | 19+20, 21+22, 23+24 | 41 42 43, 44 45 48, 46 52 53, 54 97 99, 55 56 57, 58 59 60    |
| 5 ZH SH NW OW TI    | 13, 14, 15 | 25+26, 27+28, 29+30 | 61 62 98 S6, 63 64 65, 67 68 69, 66 70 71, 47 72 86, 94 95 96 |
| 6 SG TG AR AI GR GL | 16, 17, 18 | 31+32, 33+34, 35+36 | 73 74 75, 79 80 85, 78 81 82, 83 84 S7, 76 77 S8, 91 92 93    |

Das 2. Armeekorps setzte sich aus der 4. und 5. Division (Div) zusammen.
Der Kriegsbestand der 4. und 5. Division betrug laut «Ordre de Bataille» von 1917: 2037 Offiziere, 51.994 Unteroffiziere und Soldaten, 13.182 Pferde, 37.181 Gewehre, 258 Maschinengewehre, 574 Säbel, 120 Geschütze.

Defilee der 4. Division in Muttenz
Kanzlei der 4. Division
Wachthaus der 4. Division bei Damvant
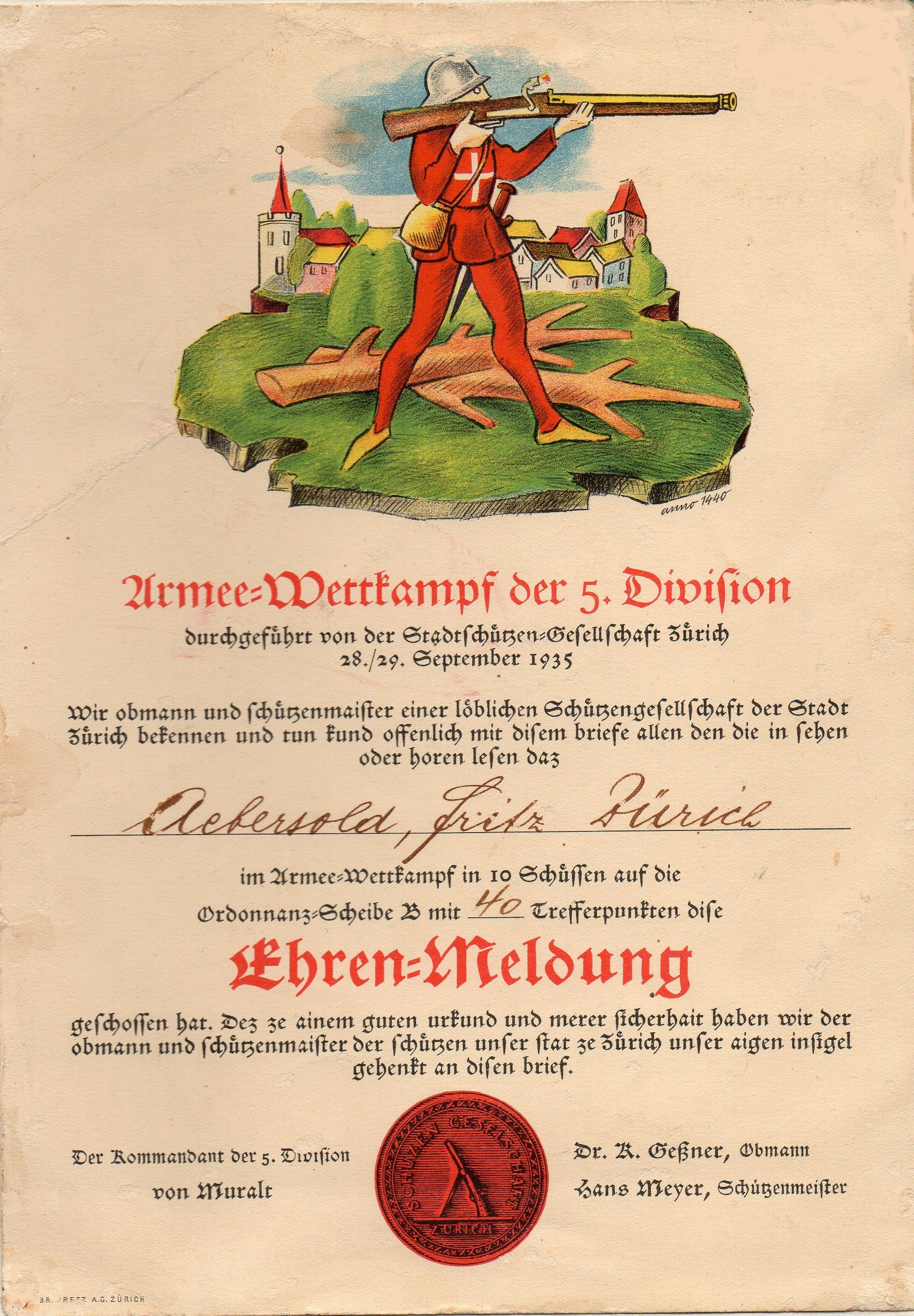
Armeewettschiessen 5. Division 1935

## Zweiter Weltkrieg
Nach der Kriegsmobilmachung im Zweiten Weltkrieg vom 1./2. September 1939 bezog die Armee eine Bereitschaftsaufstellung im Mittelland, mit der man bei einem Überfall nach allen Richtungen hätte Front machen können. Aufgrund des Operationsbefehles Nr. 2 vom 4. Oktober 1939 besetzte die Schweizer Armee die Limmatstellung, um einen Angriff aus dem Norden und eine Umgehung der französischen Maginot-Linie durch die Schweiz aufhalten zu können. 
Das 2. Armeekorps hatte den Abschnitt links der Armeestellung (Limmatstellung) auf der folgenden Line (von Ost nach West) zu halten: Lauffohr/Brugg – Geissberg – Marchwald – Frickberg – Thiersteinerberg/Buschberg – Farnsberg – Gempenplateau. Die Pässe Bözberg und Hauenstein waren als Stützpunkte auszubauen und zu halten. Der Abschnitt der 5. Division/Grenzbrigade 5 erstreckte sich von Lauffohr/Koblenz bis Laufenburg, derjenige der 3. Division von Laufenburg bis Stein AG und jener der 4. Division/Grenzbrigade 4 von Stein AG bis zur Abschnittgrenze der Division Gempen bei Liestal.
Nachdem im Reduit Festungen gebaut und für sechs Monate Vorräte für die Truppe und die dortige Bevölkerung angelegt waren, wurden mit dem Operationsbefehl Nr. 13 vom 24. Mai 1941 die restlichen Divisionen 2, 4, 5, die bisher in der vorgeschobenen Stellungen eingesetzt waren, bis Juli/August 1941 in den Zentralraum verlegt.
Mit der Truppenordnung 1938 (TO 38) waren die Grenztruppen reorganisiert, 11 Grenzbrigaden (Gz Br) neu geschaffen und Wehrmänner mit Wohnsitz im Einsatzraum zugeteilt worden. Während des ganzen Zweiten Weltkrieges blieben die Grenzbrigaden in ihrer Stammregion, Einsatzraum und Unterstellung wurden oft angepasst. Dem 2. Armeekorps waren die Grenzbrigaden 4 (Grenzabschnitt Klösterli/Kleinlützel – Stein AG) und 5 (Grenzabschnitt Stein AG – Kaiserstuhl) unterstellt.

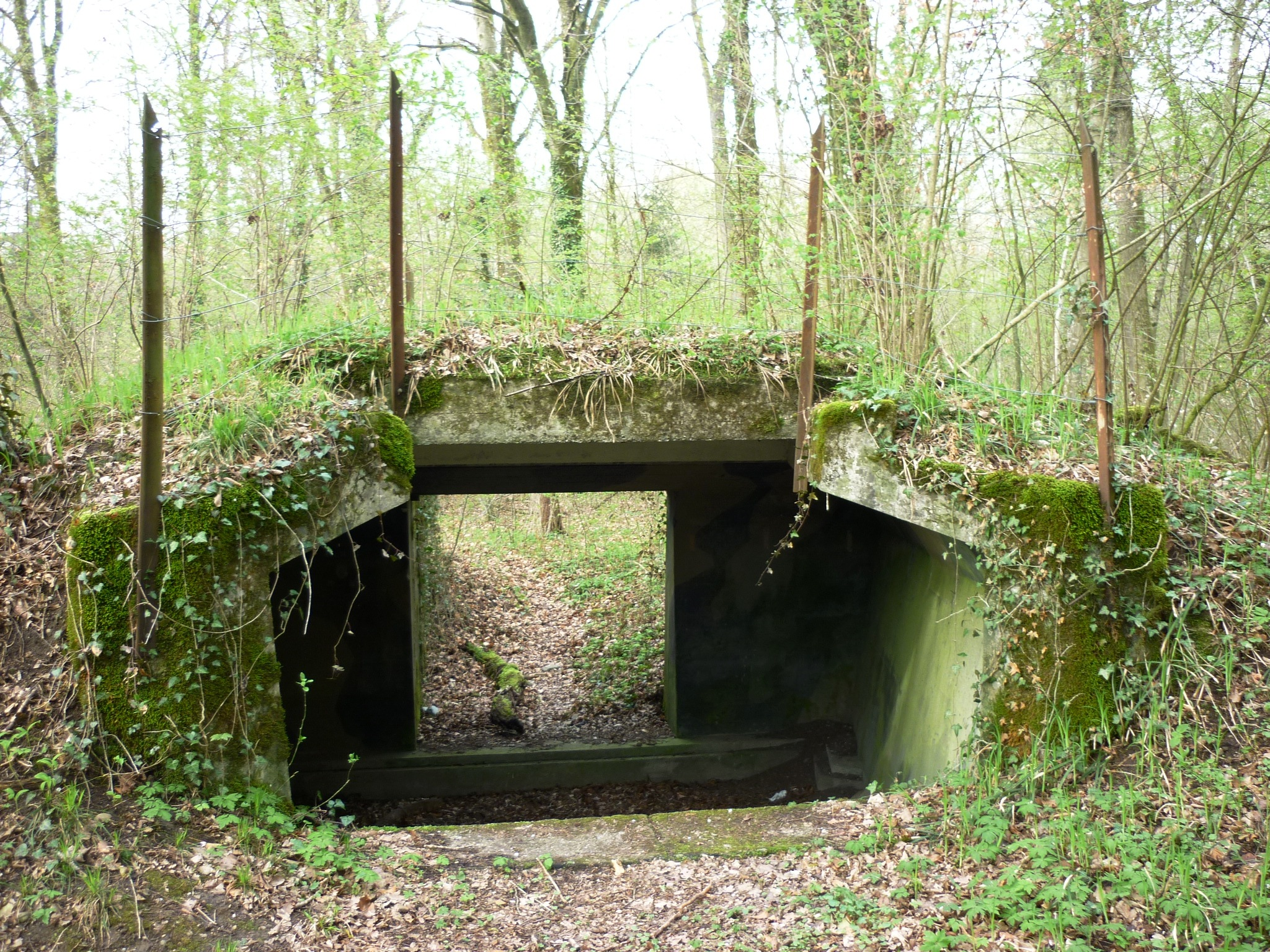
Artilleriegeschützstand in Bremgarten
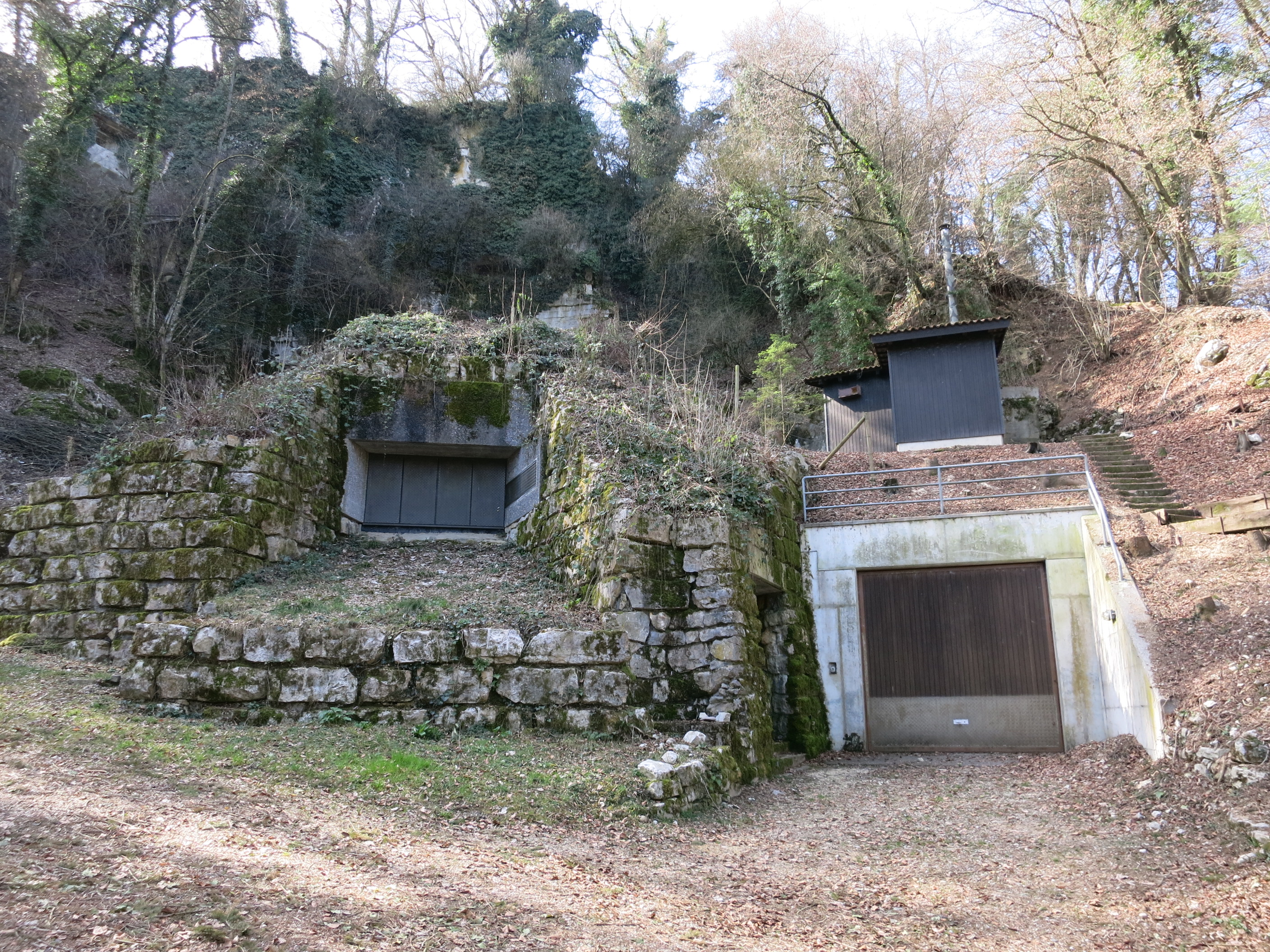
Artilleriewerk Rein
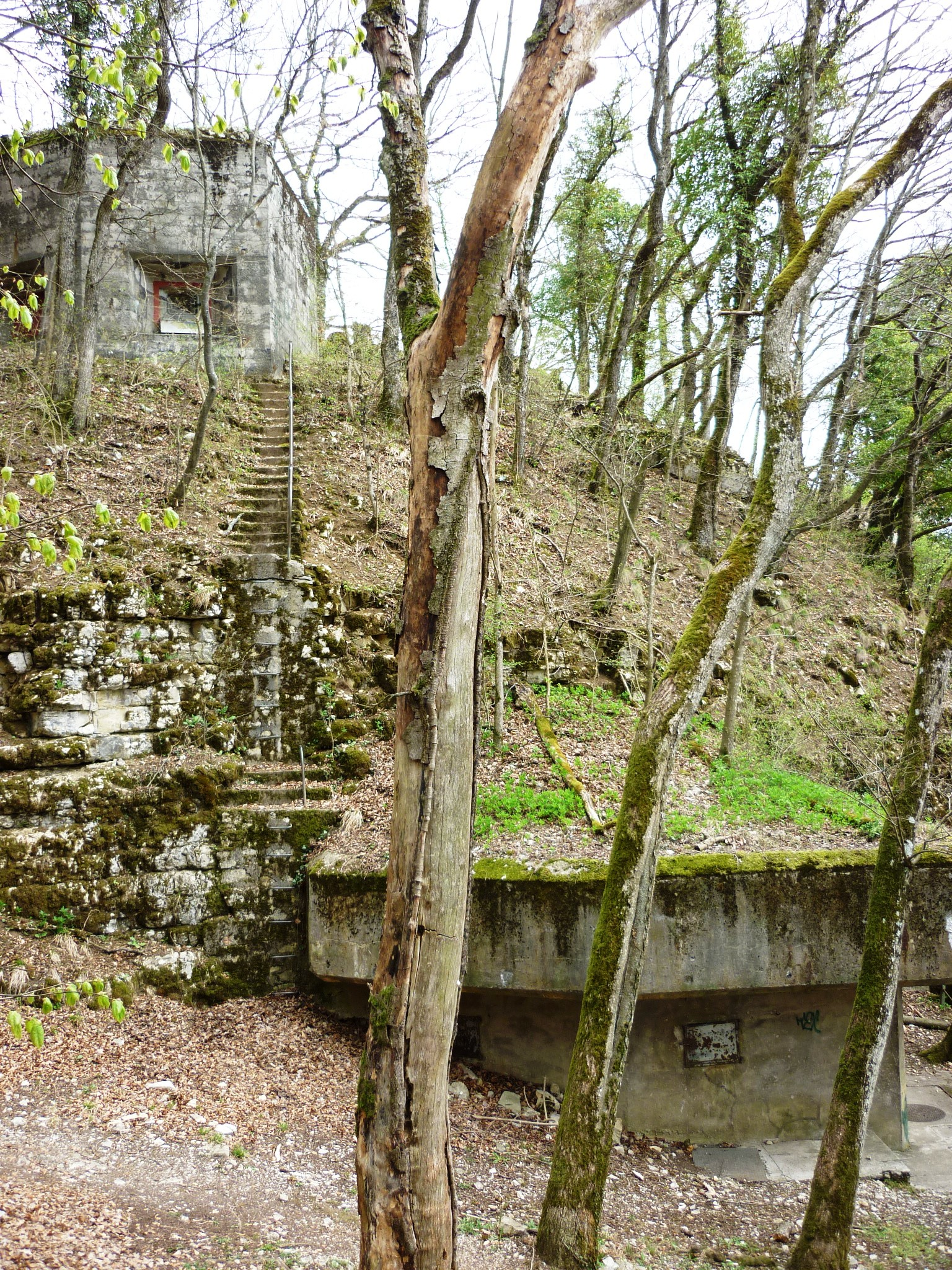
Artilleriewerk Besserstein, Geissberg
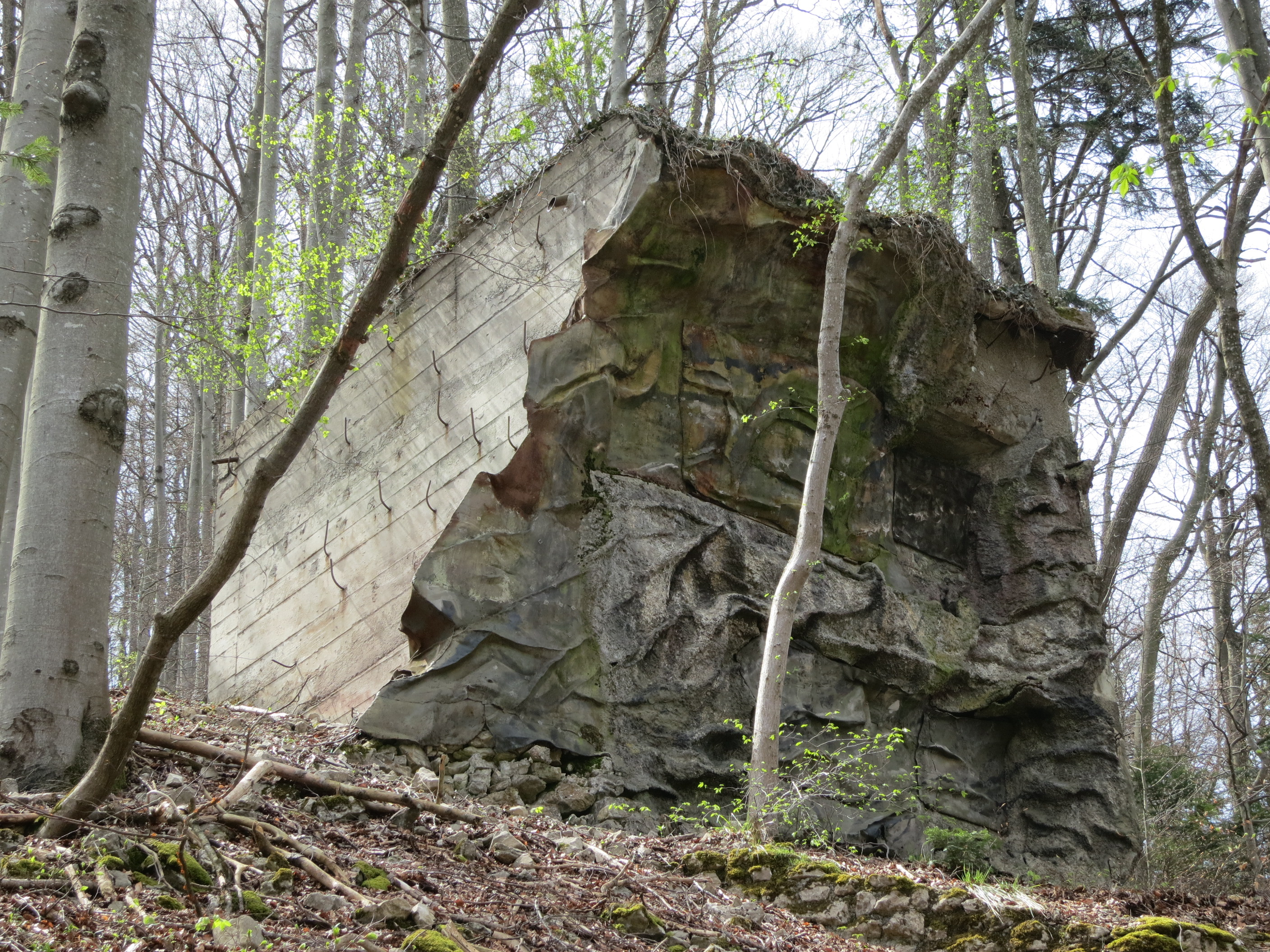
Bunker Challhöchi

### Aufträge und Einsatzräume des 2. Armeekorps im Reduit (Op Bef Nr. 13)
Mit dem Operationsbefehl Nr. 13 vom 24. Mai 1941 erhielt das 2. Armeekorps unter Friedrich Prisi (1936–43, Alfred Gübeli 1943–49) den Auftrag das Reduit mit Nordfront im Einsatzraum Hohgant bis Bürgenstock zu verteidigen und den Zugang zum Brünigpass und das linke Ufer des Vierwaldstättersees zu sperren. Dem 2. Armeekorps, das den grössten Teil der nördlichen Abwehrfront des 3. Armeekorps übernommen hatte, wurden nebst der verbleibenden Luzerner 8. Division die 4. und 5. Division unterstellt. 
| Einheit                                            | Kommandant                        | Truppenstärke (TO38) | Auftrag | Einsatzraum                        |
| -------------------------------------------------- | --------------------------------- | -------------------- | --- | ---------------------------------- |
| 8. Division (Geb) "Kampfgruppe Vierwaldstättersee" | Alfred Gübeli                     | 16'000               | | Hohgant bis Stillaub (Finsterwald) |
| 4. Division                                        | Emil Scherz                       | 20'000               | gegnerische Bereitstellungen am nördlichen Vierwaldstättersee und am Südrand von Luzern und Kriens zu zerschlagen | Stillaub bis Stansstad/Bürgenstock |
| 5. Division                                        | Eugen Bircher / Rudolf von Erlach | 22'000               | | Bürgenstock bis Rigi               |
| 2. Leichte Brigade                                 | Koller                            | 10'000               | Verzögerungskraft im Mittelland                                                                                   | Berner Mittelland                  |

### Korpsabschnittgrenze Vierwaldstättersee
Die Aufstellung der Schweizer Armee wurde mit entsprechenden Operations- (Op Bf) und Ergänzungsbefehlen laufend und zeitweise in rascher Folge dem Verlauf des Kriegsgeschehens angepasst. Dabei wurden die Aufträge an die Armeekorps, Abwehrfront, Abschnittsgrenzen und Truppenunterstellungen geändert. Die Schlüsselstellung des Reduiteingangs Vierwaldstättersee war davon mehrfach betroffen: 
| Einheit / Op Bf Nr. | 11 12. Juli 1940 | 12 17. Juli 1940 | 13 15. Mai 1941 | Div 19. März 1943 | 13 27. Dezember 1943 |
| ------------------- | ---------------- | ---------------- | --------------- | ----------------- | -------------------- |
| Armeekorps (Nord)   | 2                | 4                | 4               | 4                 | 4                    |
| Division (Nord)     | 7                | 6                | 6               | 6                 | 5                    |
| Korpsgrenze         |                  | Seemitte         | Seemitte        | Rigi              | Seemitte             |
| Armeekorps (Süd)    | 2                | 3                | 2               | 2                 | 2                    |
| Division (Süd)      | 8                | 8                | 5               | 5                 | 4                    |

Die Festungen an den Reduiteingängen in Sichtweite von Luzern mit den Werken Mühlefluh/Vitznau, Ober- und Unter Nas, Fürigen, Kilchlidossen, Klein-Durren, Mueterschwanderberg (Zingel, Drachenfluh, Blattiberg), Wissiflue und Ursprung bildeten die grösste Konzentration an Artilleriewerken in der Schweiz. Sie verschlossen die Flaschenhälse der Reduiteingänge zwischen Rigi, Bürgenstock und Pilatus.

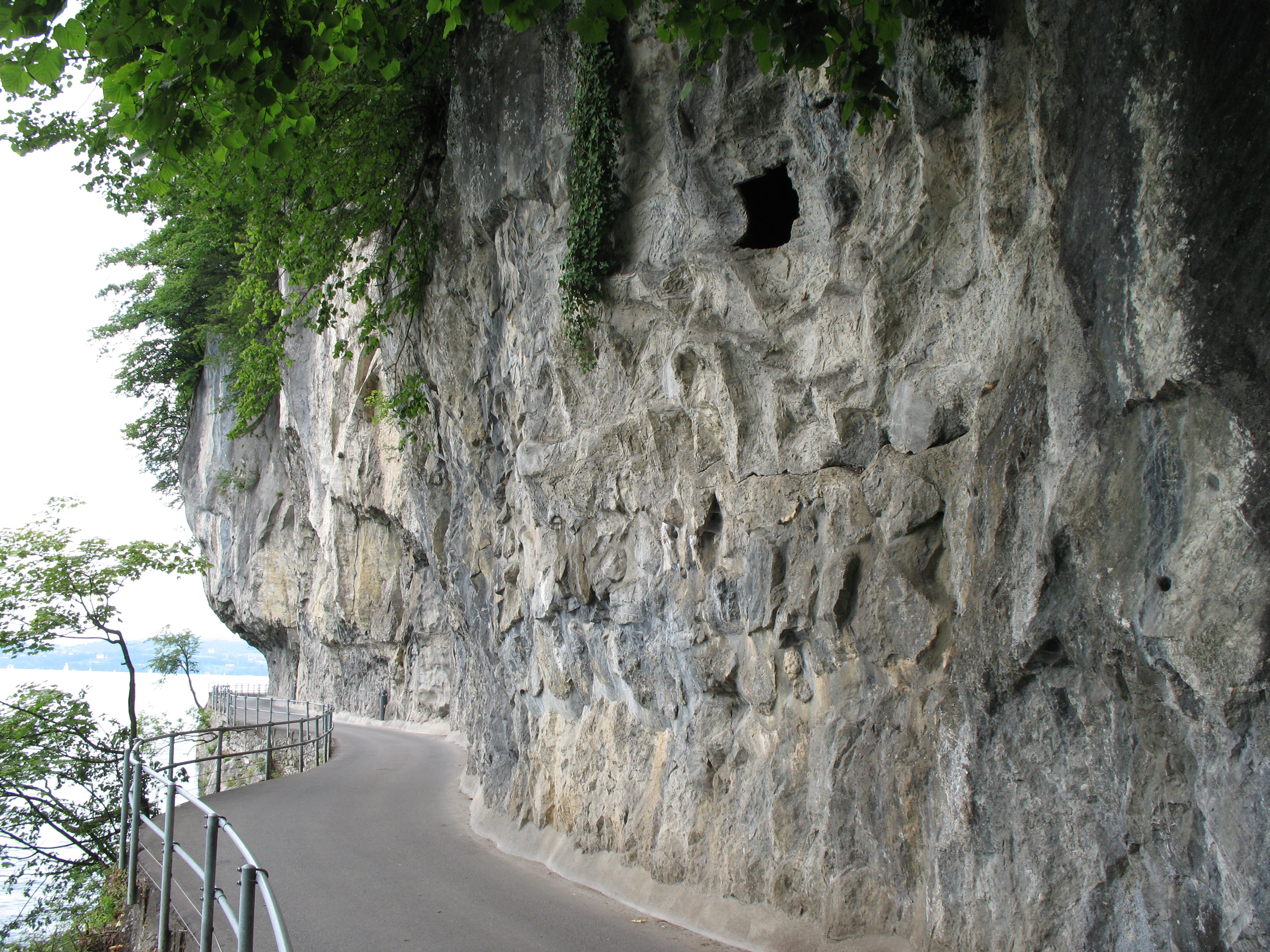
Festung Fürigen, 4. Division
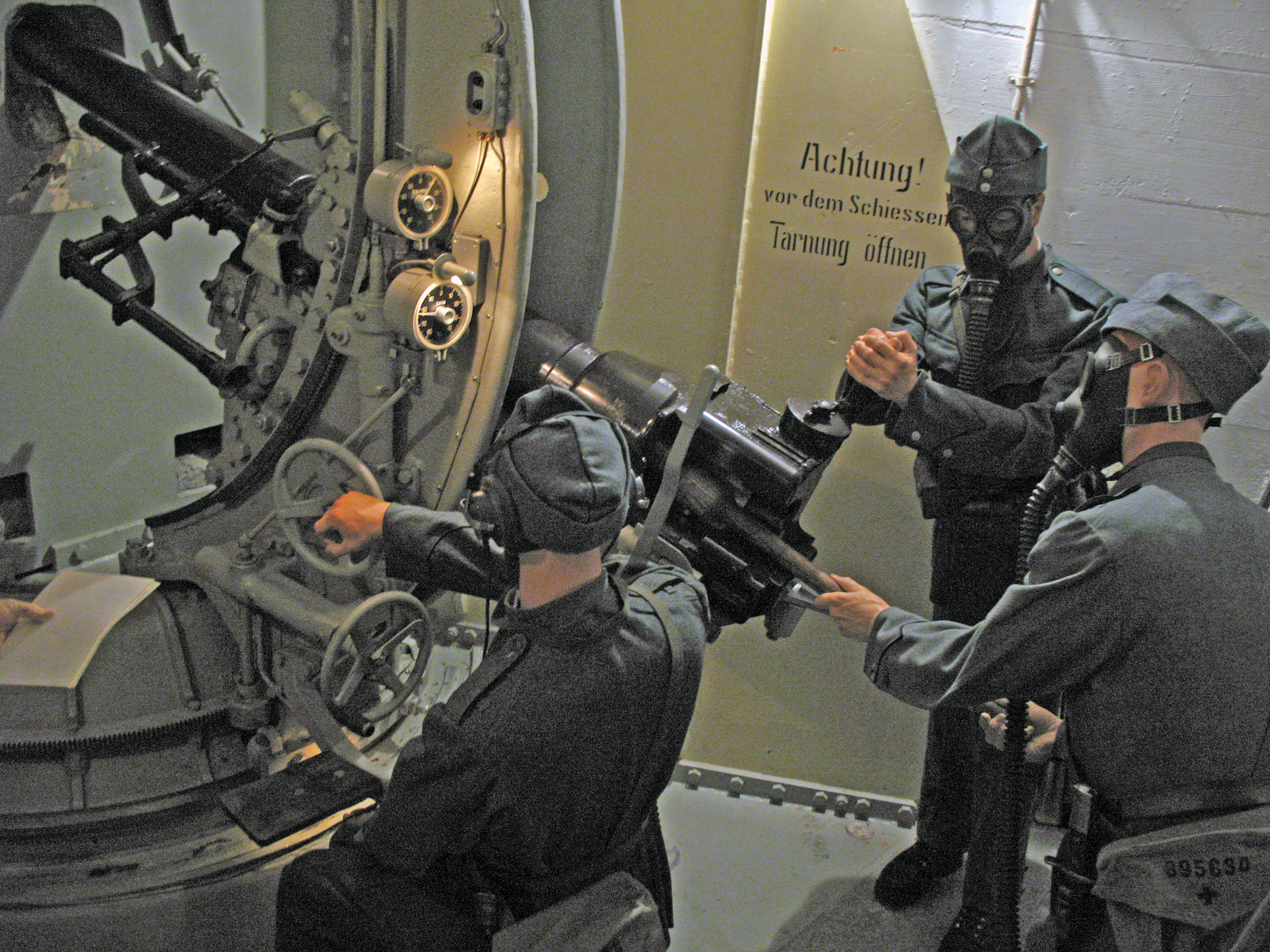
Fürigen: Geschützstand
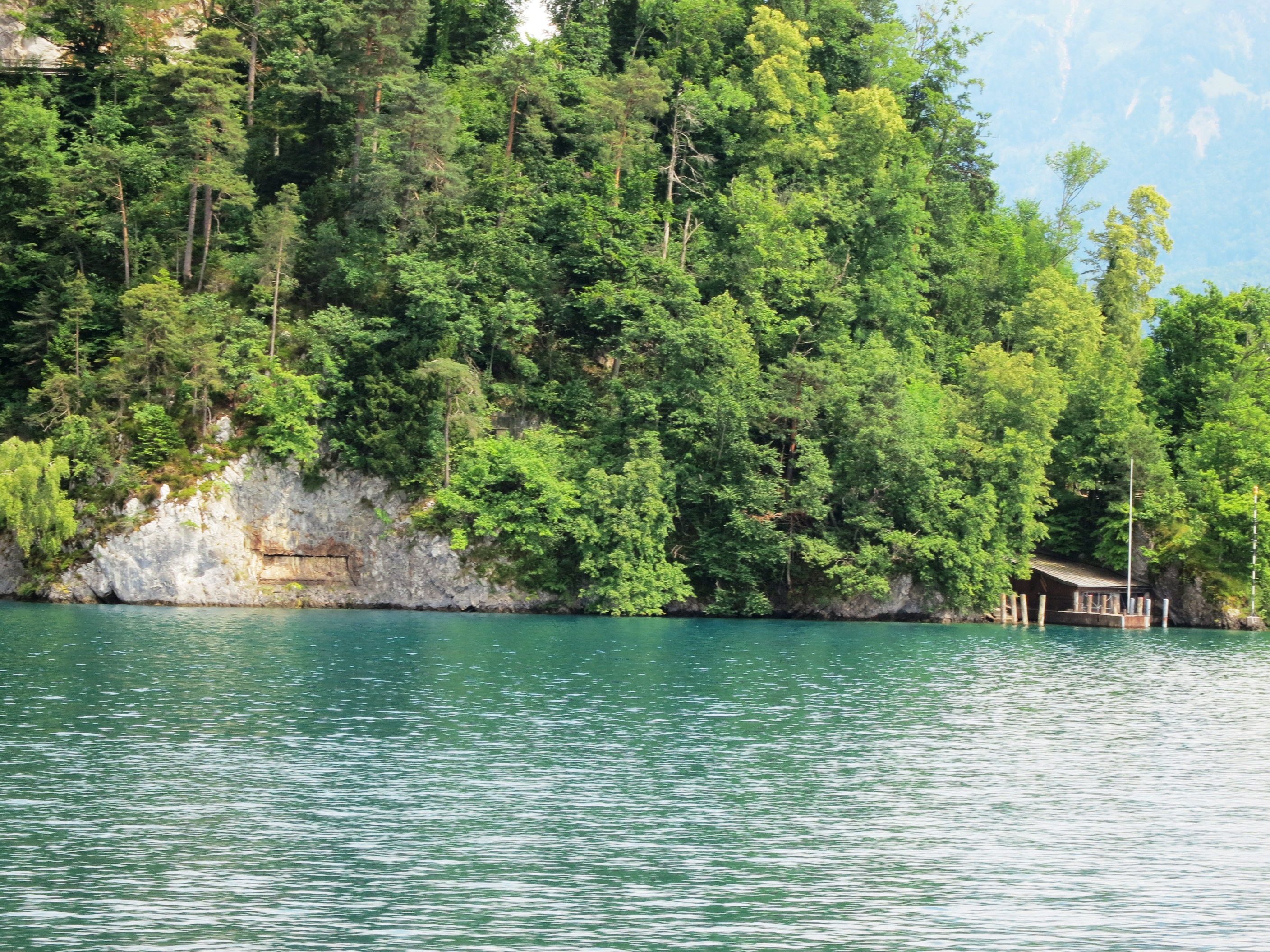
Seesperre Nas: Artilleriewerk Ober Nas
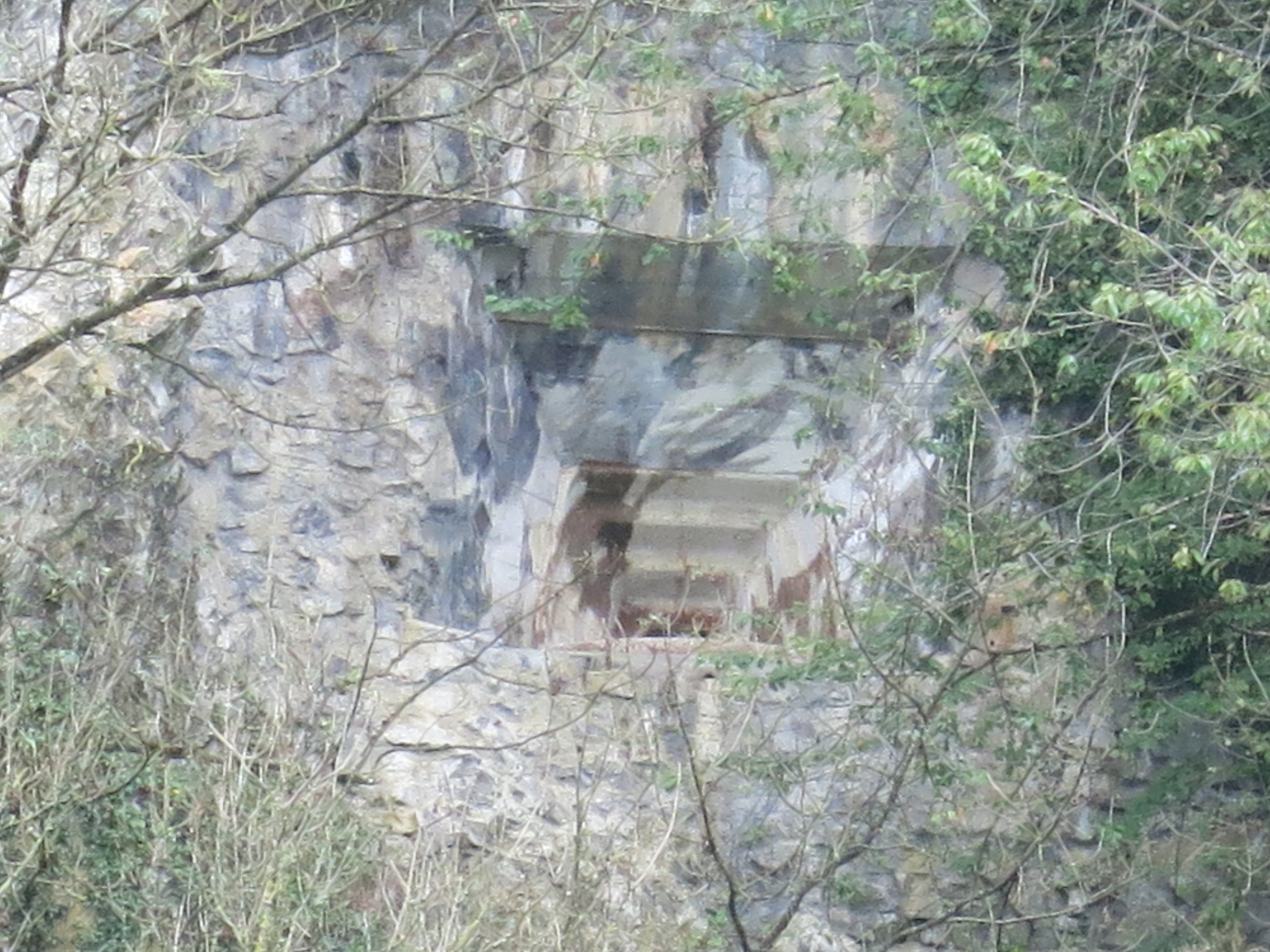
Mueterschwanderberg: Haubitzenscharte 01 Blattiberg Ost

## Kalter Krieg und Armee 61

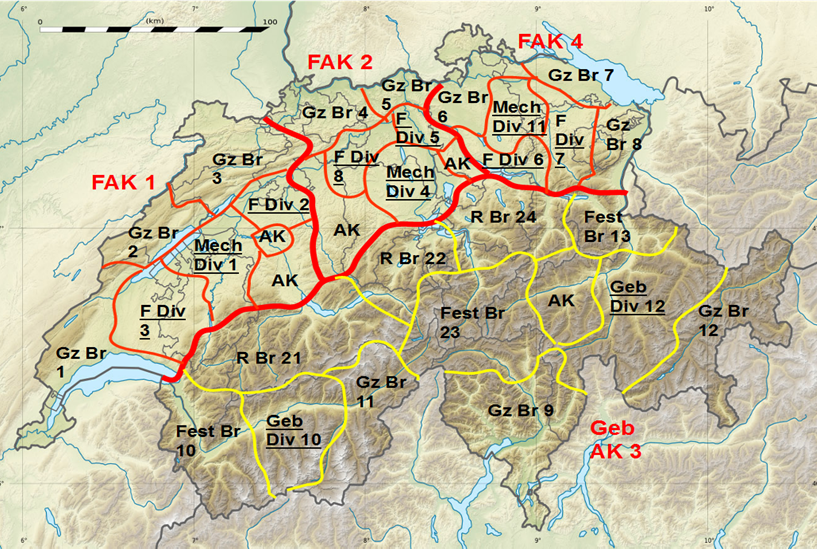
Feldarmeekorps 2 (FAK 2) im Grunddispositiv von 1992

Die Schweizer Armee hat aufgrund des Haager Abkommens die Pflicht, ihr Territorium ab den Landesgrenzen nach dem Grundsatz der Bewaffneten Neutralität  zu verteidigen. Deshalb konnten den Armeekorps feste Korpsräume  zur Verteidigung zugeteilt werden. 
Der Korpsraum des FAK 2 umfasste die Kantone Basel, Jura, Solothurn, Bern, Luzern, Aargau und Zürich oder Teile davon. Er reichte vom Jura (Kleinlützel) bis an den Vierwaldstätter- und Zürichsee. Das grenznahe Gebiet verfügt mit dem Jura über starkes, günstiges Gelände zur Verteidigung, während das Gebiet dahinter neben den Fluss- und Seenhindernissen offen und manövrierbar ist.
Die Grenzbrigaden 4 und 5 waren von 1945 bis 1994 (wie bisher) für den Grenzraum zwischen Kaiserstuhl und Klösterli (Kleinlützel) sowie für die dazugehörenden Jura-Übergänge ins Mittelland verantwortlich.
Die Mechanisierte Division 4 war das bewegliche Element des Armeekorps 2 und führte mit ihren gepanzerten Verbänden (Schweizer Panzer 61, Kampfpanzer 87 Leopard) Gegenschläge. Sie wurde mit der Armee 95 in die Panzerbrigade 4 überführt. In ihrem Einsatzraum befanden sich die Sperrstellen in Adliswil, Sihlbrugg, Walterswil/Baar und die Infanteriewerke Wolhusen Ost und West. 
Die Felddivision 5 war mit Panzern ausgerüstet und hatte im Raum Limmat-Brugg-Lenzburg-Birmensdorf die Abwehr mit Verteidigung und Gegenschlag zu führen und die Achsen ins Knonauer Amt zu sperren. Ihre Form wurde 1982 (TO 82) letztmals angepasst. In ihrem Einsatzraum befanden sich neben den Artilleriestellungen Bremgarten und Hausen AG/Eitenberg 19 Sperrstellen von Baden bis zum Uetliberg.
Die Felddivision 8 hatte Sperrstellen in Aarburg, Däniken, Dicki, Gunzgen, Hägendorf, Langmattrain, Niederbuchsiten, Walterswil und Winznau.
Das Radfahrer-Regiment 5 im linken Zürichsee-Raum und die Aufklärer-Kompanie III/8 waren dem Armeekorps direkt unterstellt und mussten einen sehr grossen Raum überwachen.
1961 gab es aufgrund der Truppenordnung 61 folgende Änderungen: Die 4. Division wurde in die Mechanisierte Division 4, die 5. Division in die Felddivision 5, die 8. Division in die Felddivision 8 umgewandelt. 
Aufgrund des Grunddispositiv Zeus von 1992 umfasste das FAK 2 die Mechanisierte Division 4, die Felddivisionen 5 und 8, die Grenzbrigaden 4, 5 und als Korpstruppen das Radfahrerregiment 5 und die Aufklärer-Kompanie III/8. 
Die Reform Armee 95 führte zur Auflösung der Grenzbrigaden 4, 5 sowie der Mechanisierten Division 4
Mit der Armeereform XXI wurden alle Armeekorps und Divisionen per Ende 2003 aufgelöst.

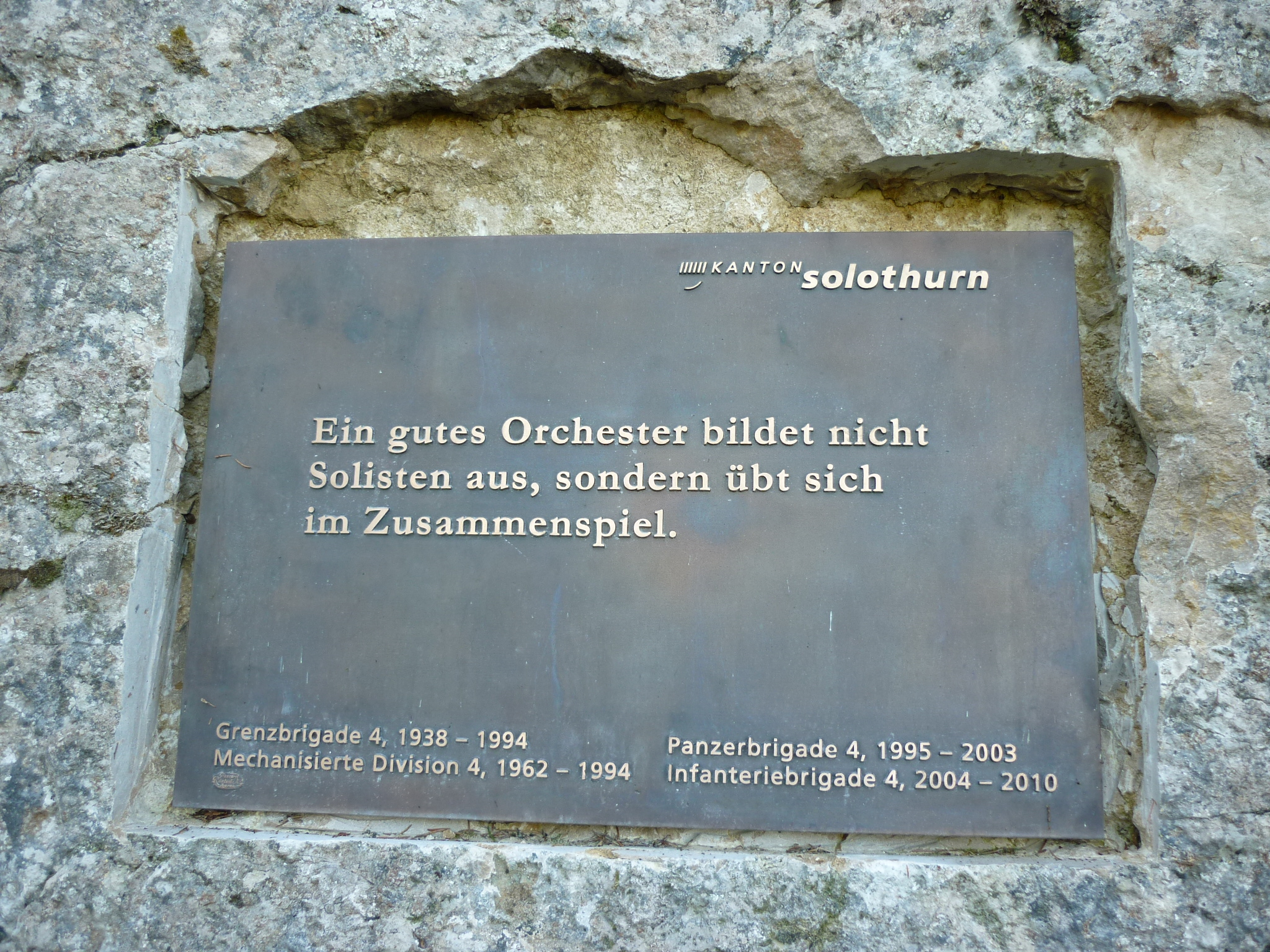
Erinnerungstafel aufgehobene Armeeverbände, Passwang
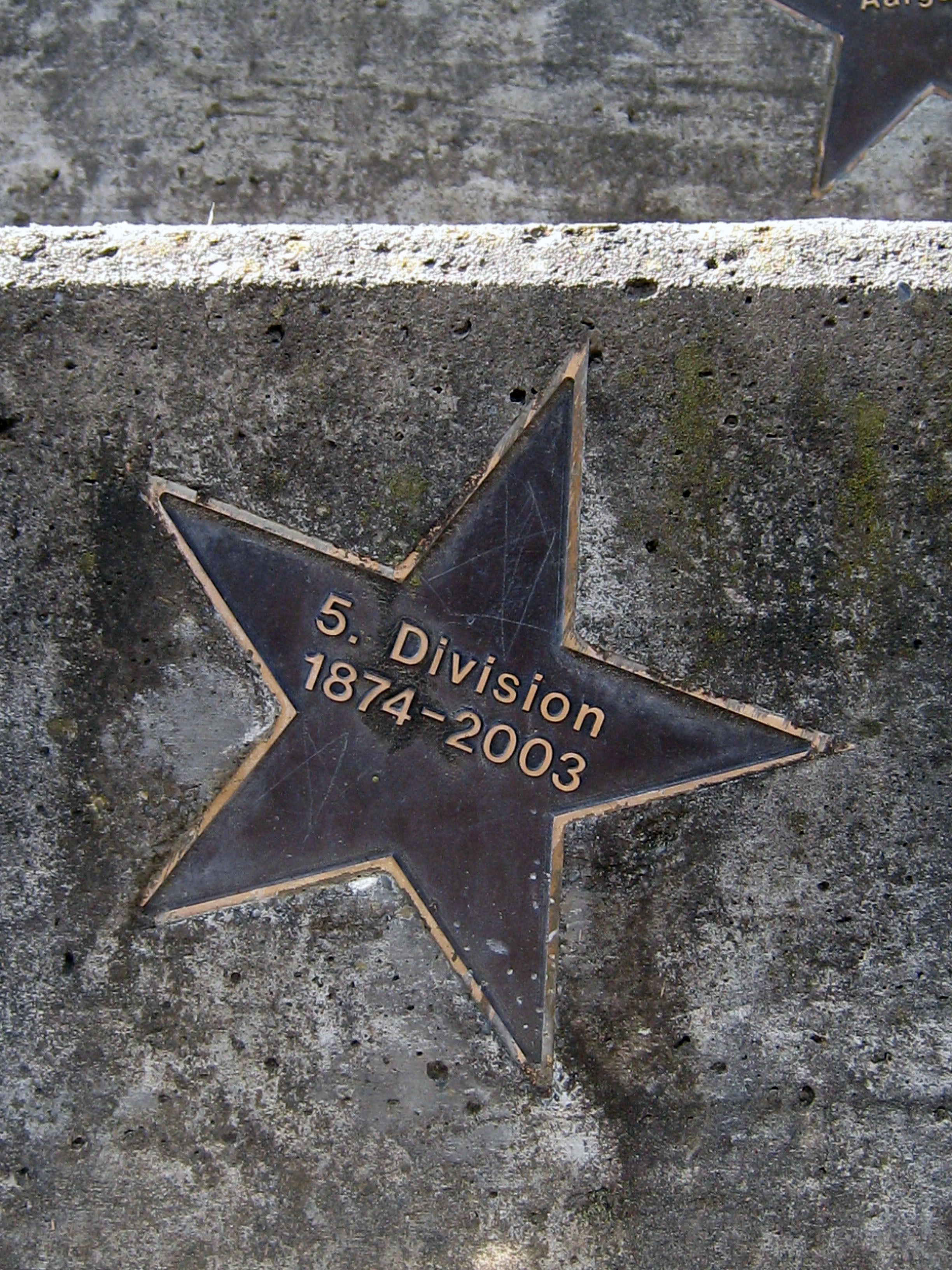
Erinnerungstafel 5. Division am Limmatspitz
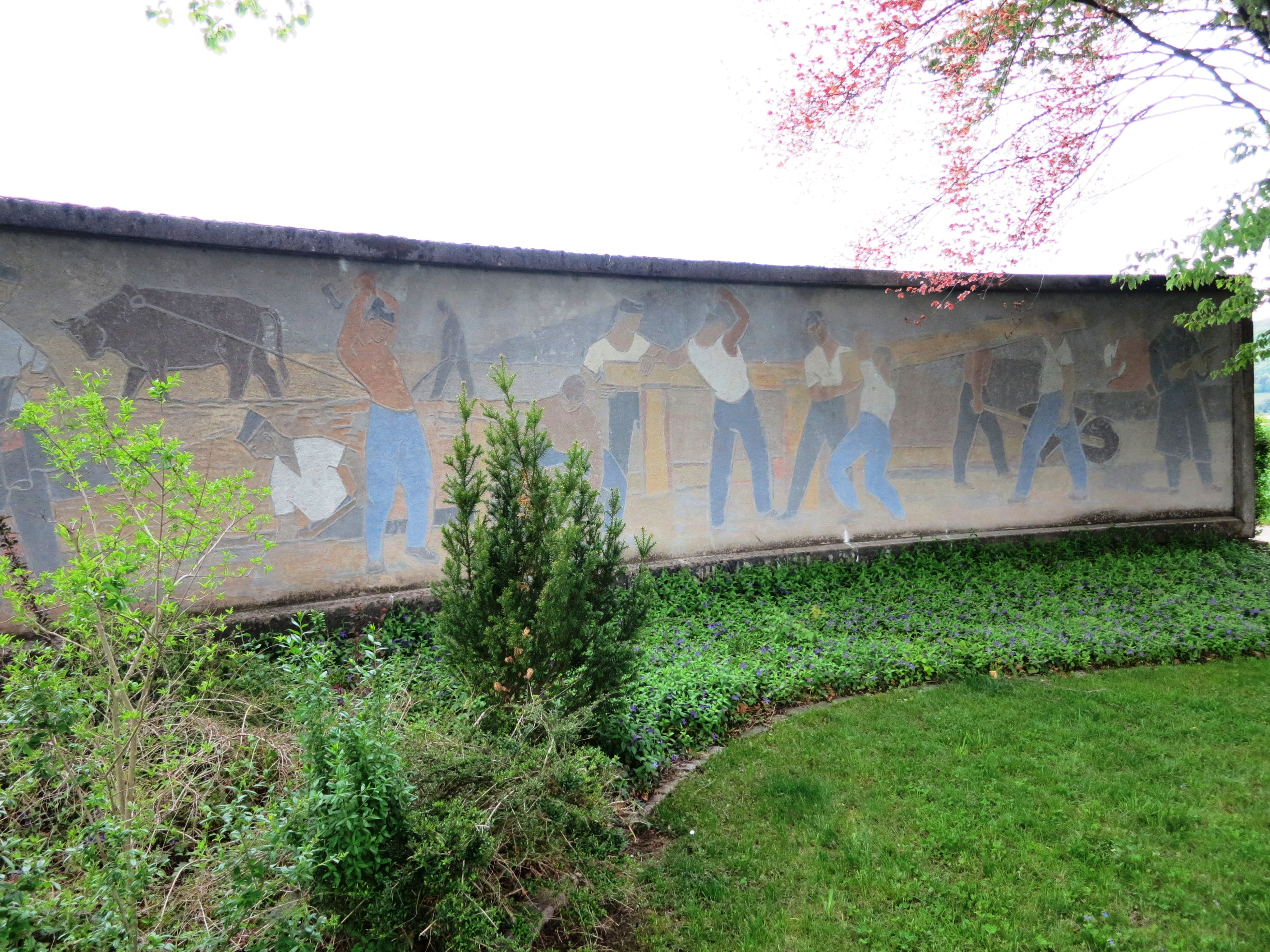
Soldatendenkmal der 5. Division 1940–45, Villigerfeld, Aargau